# 世纪亚洲人
世纪亚洲人（英語：Asian of the Century）是美国杂志《亚洲周刊》与CNN于1999年联袂发行的20世纪纪念特刊，选出并介绍了五位在各自相关领域中做出了杰出成就的亚洲人，被誉为“在过去100年中为亚洲进步贡献最大的人们”。 在这五人中，圣雄甘地最终被授予了“世纪亚洲人”的最高头衔。

## 亚洲五巨头
被评入《世纪亚洲人》的五位杰出亚洲人分别是：
- 政府与政治: 邓小平 [2]
- 企业与经济: 盛田昭夫 [3]
- 艺术、文学与文化: 黑泽明 [4]
- 科学与技术: 高锟 （/）[5]
- 道德与精神领袖: 圣雄甘地 [6]